# لو مور (آیووا)
لو مور (به انگلیسی: Low Moor) شهری در ایالت آیووا کشور ایالات متحده آمریکا است که جمعیت آن در سرشماری سال ۲۰۱۰ میلادی، ۲۸۸ نفر بوده‌است.